# فیلیپ وویانویچ
فیلیپ وویانویچ (انگلیسی: Filip Vujanović؛ زاده ۱ سپتامبر ۱۹۵۴) یک سیاست‌مدار اهل مونته‌نگرو است.وی از سال ۲۰۰۳ تاکنون رئیس‌جمهور مونته‌گرو بوده‌است.